# Periplaneta nigra
Periplaneta nigra es una especie de cucaracha, un insecto blatodeo de la familia Blattidae.

## Taxonomía
Fue descrito por primera vez en 1966 por Princis. 